# Carlos Rafael Fernández
Carlos Rafael Fernández (La Plata, 1954) es un licenciado en economía argentino. Fue designado como ministro de Economía por la presidenta Cristina Fernández el 25 de abril de 2008 (tras la renuncia de Martín Lousteau) y tras su renuncia el 7 de julio de 2009 fue reemplazado por Amado Boudou.

## Carrera
Carlos Rafael Fernández nació en La Plata en 1954 y fue criado en esa ciudad. Se graduó su Licenciatura en Economía en la Universidad de La Plata en 1979, especializándose en Administración Pública. Comenzó su carrera en el Partido Justicialista durante la década de 1990: bajo la primera presidencia y parte de la segunda de Carlos Menem, fue director Nacional de Coordinación Fiscal con las Provincias (1989-1997), dependiente del Ministerio de Economía. Allí participa en la creación del Fondo Fiduciario para el Desarrollo Provincial que asistió a Chaco, Entre Ríos, Formosa, Misiones, Río Negro, Salta, Tucumán, San Luis, Santiago del Estero, San Juan, Mendoza (y Previsión Social de Mendoza), Jujuy, Santa Fe, Santa Cruz, Tucumán y Catamarca constituido finalmente en el año 1995 por el Decreto del Poder Ejecutivo Nacional N.º 286/95 con el objetivo de prestar apoyo a las reformas del sector público provincial argentino y de promover el desarrollo económico de las provincias.
Entre 1997 y 2003 fue Subsecretario de Política y Coordinación Fiscal de la Provincia de Buenos Aires, durante las gobernaciones de Eduardo Duhalde, Carlos Ruckauf y Felipe Solá. En la presidencia de Néstor Kirchner, entre 2003 y 2006, se desempeñó como Subsecretario de Relaciones con las Provincias, llegando también, entre 2006 y 2007, a Secretario de Hacienda.
El gobernador Felipe Solá lo nombró Ministro de Economía de la Provincia de Buenos Aires, en marzo de 2007, hasta que en diciembre de 2007 y hasta 2008, con la llegada de Cristina Fernández de Kirchner a la presidencia, se desempeñó como Subsecretario de Evaluación Presupuestaria de la Nación en la Jefatura de Gabinete. Bajo la presidencia de Cristina Kirchner hasta su designación como Jefe de la Administración Federal de Ingresos Públicos (AFIP). Finalmente, en aquella gestión se desempeñó entre 2008 y 2009, como Ministro de Economía de la Nación, en reemplazo de Martín Lousteau. Fue designado, según los medios, por su perfil bajo y no confrontativo. Fue reemplazado por Amado Boudou, tras las elecciones legislativas de 2009.